# 강명중학교
강명중학교(江明中學校)는 대한민국 서울특별시 강동구 상일동에 있는 공립 중학교이다.

## 학교 연혁
- 2012년 1월 5일 : 학교 설립 인가
- 2012년 3월 1일 : 초대 김광집 교장 취임
- 2012년 3월 2일 : 입학식 입학생(일반학급 7, 특수학급 1, 총 198명)
- 2012년 5월 25일 : 개교식
- 2015년 2월 6일 : 제1회 졸업식 졸업생(196명)
- 2021년 9월 1일 : 제4대 이창수 교장 취임
- 2023년 2월 3일 : 제9회 졸업식(졸업생 208명)
- 2023년 3월 2일 : 제12회 입학식(입학생 233명)

## 참고 자료
- 강명중학교 - 한국교육학술정보원 학교알리미